# بفورونا
بفورونا (به لاتین: Beforona) یک منطقهٔ مسکونی در ماداگاسکار است که در مورامانگا واقع شده‌است. بفورونا ۲۰٬۳۸۰ نفر جمعیت دارد و ۵۴۹ متر بالاتر از سطح دریا واقع شده‌است.